# Scimno di Chio
Scimno di Chio (in greco antico: Σκύμνος ὁ Xῖος?, Skýmnos ho Chîos; Chio, ... – ...; fl. circa 185 a.C.) è stato un geografo greco antico.

## Opere
Scimno fu l'autore di una periegesi in prosa, la "Circumnavigazione della Terra", dedicata a un non identificato re Nicomede. È un'opera in verso giambico, che descrive le coste della Spagna, della Liguria, del Ponto Eusino, annotando varie colonie greche, dando informazioni anche su Umbri, Celti, Liburni, e altri popoli.
Un'anonima composizione periegetica, pubblicata per la prima volta in Augsburg nel 1600, inizialmente attribuita a Marciano di Eraclea, fu per lungo tempo considerata l'opera perduta di Scimno. Nel 1846, Augustus Meineke ipotizzò invece trattarsi di un altro autore, che chiamò Pseudo-Scimno (Pseudo-Scymnus), come ancora oggi viene anche chiamato. Tale nome identifica alle volte direttamente lo scritto, e non tanto l'autore. In tal caso il re in questione potrebbe essere Nicomede IV di Bitinia, della prima metà del I secolo a.C..
Un'altra teoria è che l'autore sia stato Pausania di Damasco, geografo dell'ultimo quarto del II secolo a.C., al quale ci si riferisce appunto come Pseudo-Scimno.